# 张东才
张东才（1942年—）是香港科技大学的一位创校教授。他还是香港生物物理学会的创始会长。他目前是香港科大的荣休教授和兼职教授，以及香港科学会（HKIS）的理事会成员。他的研究涉及核磁共振、生物物理学，以及量子物理学。

## 核磁共振在检测癌症上的应用
张东才是应用核磁共振（spin-echo NMR）技术研究细胞中水的物理性质的先驱。张在莱斯大学物理系工作时，制作了NMR光谱仪来测量和分析纯水、正常细胞（或细胞组织）中水与癌症细胞中的水的不同物理特性，主要是测量这些不同状态水的两种弛豫时间（relaxation time）：T1和T2。通过对比这三种情况下的水的不同状态，张和其合作者在1971年首次报告发现正常细胞中的水的弛豫时间比纯水的弛豫时间要短得多。
1972年，他的团队使用相同的技术测试乳腺组织中的正常细胞和癌细胞的弛豫时间。发现从正常细胞发展到肿瘤前细胞，再到肿瘤细胞，其细胞中水的弛豫时间会依次增加。这一发现意味着利用核磁共振技术（NMR）可以检测出癌前细胞和癌细胞。

## 电穿孔和电融合技术
1980年代初期，研究人员发现，可以使用强电脉冲使细胞膜变得可以瞬时渗透。在细胞膜“打开”的瞬间，许多大分子物质，包括DNA、RNA和一些蛋白质都可以通过这些细胞膜上的洞进入细胞。一段时间后，细胞膜上的洞会关闭，细胞膜会复原。这种技术被称为“电穿孔”（Electroporation）。
张的团队发明了一种利用脉冲射频电场实现电穿孔的技术，该技术使得对细胞进行基因转染和细胞融合的效率得到巨大提升。（“电融合”（electrofusion）使用与电穿孔大致相同的技术，不同之处在于电融合涉及两个细胞的融合）。

## 量子物理学
根据麦克斯韦理论，张研究了普朗克常数的物理意义。普朗克常数h是最重要的通用常数之一。但是，h 的物理性质尚未被很好地理解。普朗克关系最初是基于解释观察到的现象而提出的，而不是基于第一原理推导而成的。张的文章表明，通过将光子建模为电磁辐射的波包，可以根据麦克斯韦理论直接计算能量和动量。他使用光子的发射和传播都遵循了“全或无”（all-or-none）的原理。他发现波包的能量与其振荡频率成正比。这样就可以直接导出普朗克常数。这表明普朗克常数与真空的物理性质密切相关。